# Delio Granchi

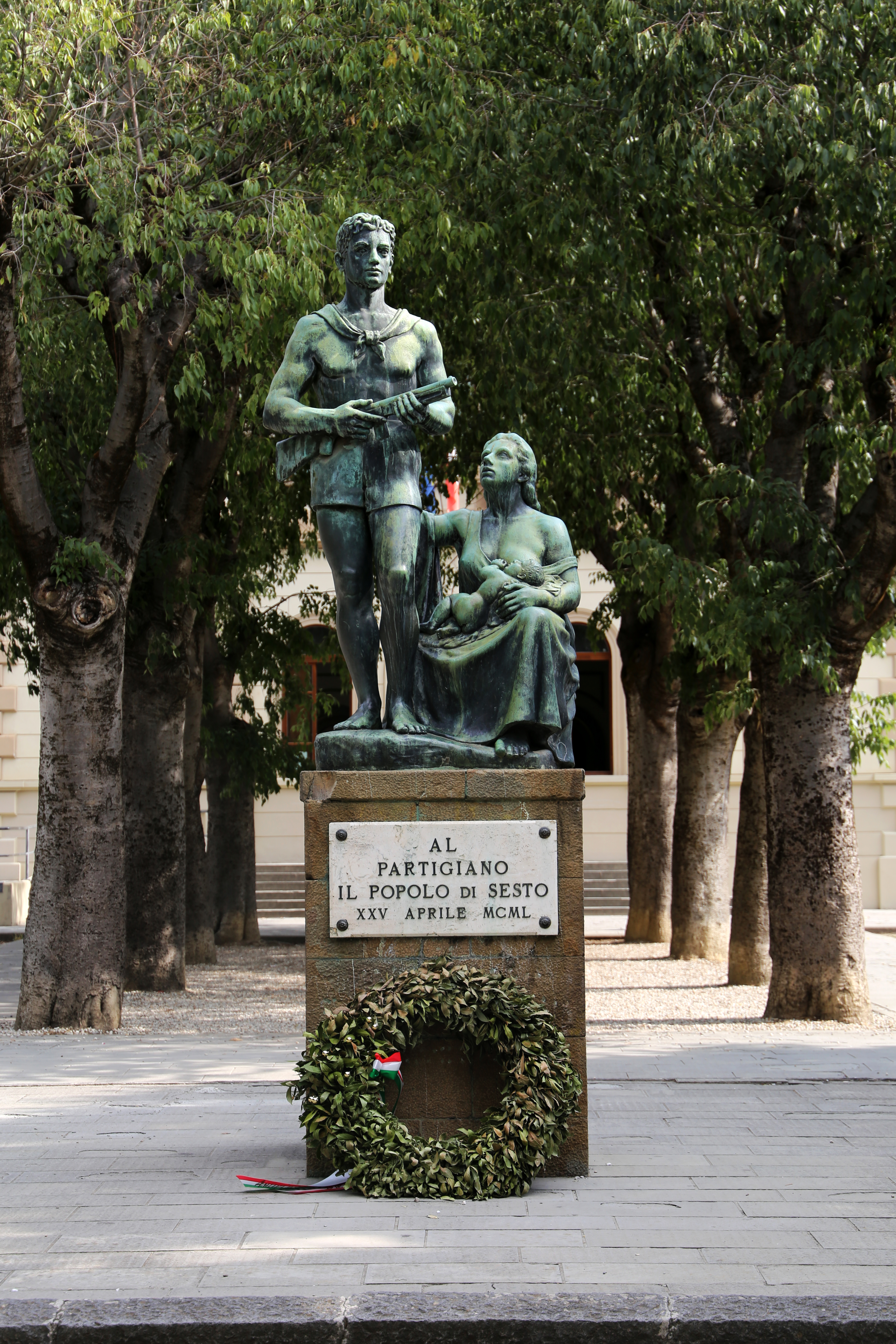
Monumento al Partigiano di Sesto Fiorentino

Delio Granchi (Sesto Fiorentino, 5 ottobre 1910 – Sesto Fiorentino, 20 giugno 1997) è stato uno scultore, pittore e ceramista italiano.

## Biografia
Fu allievo di Libero Andreotti sotto la guida del quale compì i suoi studi diplomandosi presso l'Istituto Statale d'arte di Porta Romana a Firenze nel 1930.
Alla lezione di Andreotti si conformò l'avvio del percorso artistico di Granchi. Lontano dai modelli solenni e ieratici e dall'esaltazione della modernità imperante in ambito novecentista, il suo lavoro si proponeva di cogliere la dimensione naturalistica e intima dell'uomo.
Partecipò al vivace clima artistico e culturale toscano del suo tempo: fu fondatore e poi presidente del Gruppo Donatello, membro dell'Accademia delle arti del disegno di Firenze e della compagnia del Paiolo.
Le opere giovanili sono sculture plastiche e naturalistiche, spesso di giovani donne, modellate con pudica sensualità e colte in momenti di compostezza o serenità. Le sculture sono a grandezza naturale e pur rifacendosi alla tradizione rinascimentale esprimono una sensibilità e una sensualità nuova e moderna.
Del 1935 è Donna al sole, raffigurazione di una fanciulla sdraiata che dorme serenamente.
Successivamente si dedicò in prevalenza a opere di piccole dimensioni in cera, argilla o bronzo, manifestando un'attenzione nuova per il corpo umano, questa volta in movimento, che lo scultore riesce a cogliere nell'eleganza delle ballerine o nella tensione psicologica degli atleti.
La plasticità delle opere tende, nella produzione più tarda, a lasciare spazio ad un maggior rigore delle linee che porta le superfici ad interagire con la luce ora ritagliandone l'impatto su lunghissime e affusolate vesti (Santa Caterina da Siena, statua realizzata per la facciata della chiesa dei Santi Gervasio e Protasio a Firenze), ora frazionandola per esaltarla sulle ruvide superfici di terra refrattaria con cui l'artista crea eteree figure femminili.
Di Granchi si ricordano anche la produzione di monete e le opere di impegno civile, come il sacrario in ricordo della strage del collegino di Sesto Fiorentino nel Cimitero Maggiore di Sesto Fiorentino, il monumento al partigiano in piazza Edmondo De Amicis a Sesto e il rilievo per l'obelisco ai caduti in piazza dell'Unità di Italia a Firenze.
Espose alla II Quadriennale di Roma (1935) e alla XX Biennale di Venezia (1936). Sue opere sono state acquisite dal Museo nazionale del Bargello.